# Carex neblinensis
Carex neblinensis är en halvgräsart som beskrevs av Anton Albert Reznicek. Carex neblinensis ingår i släktet starrar, och familjen halvgräs. Inga underarter finns listade i Catalogue of Life.